# Nabu-shuma-ukin II
Nabu-shuma-ukin II o Nabû-šuma-ukîn II va ser un usurpador i breument rei de Babilònia durant un mes a l'any 732 aC, abans de ser enderrocat pel seu successor Nabu-mukin-zeri. El seu regnat va ser tant curt que la Llista de reis de Babilònia de l'època hel·lenística omet el seu nom.
Era contemporani del rei d'Assíria Teglatfalassar III, que estava massa ocupat en diverses campanyes com per dirigir la seva atenció a Babilònia. Nabu-shuma-ukin II, un funcionari provincial, va arribar al poder després d'una rebel·lió contra Nabu-nadin-zeri, al que va enderrocar i assassinar.
Nabu-shuma-ukin va ser enderrocat i substituït a les poques setmanes per Nabu-mukin-zeri, un cabdill caldeu de la tribu dels Bit-Amukkani. Aquest fet va iniciar una tendència, ja que els pretendents posteriors d'origen babiloni eren sistemàticament enderrocats pels caldeus, com va passar amb Marduk-zakir-shumi II l'any 703 aC, amb Marduk-Apal-Iddina II també el 703 aC i amb Nergal-ushezib el 692 aC.